# Caligus bifurcus
Caligus bifurcus is een eenoogkreeftjessoort uit de familie van de Caligidae. De wetenschappelijke naam van de soort is voor het eerst geldig gepubliceerd in 1958 door Shen.